# Marcus Eugene Jones
Marcus Eugene Jones, född 25 april 1852 i Jefferson, Ohio, USA, död 3 juni 1934 i San Bernardino, Kalifornien, var en amerikansk geolog, bergsingenjör och botaniker.

## Biografi
Jones föddes i Jefferson, Ohio 1852, men flyttade med sin familj till Grinnell, Iowa 1865, som då var en knutpunkt för transkontinetala transporter och en stad med starka kristna värderingar. Under hela sin barndom lärde han av sin mor att uppskatta den lokala floran samtidigt som han fick kunskap om olika typer av skog från sin far, som hade ett sågverk. Han fick emellerid endast obetydlig utbildning i botanik, och utexaminerades från Iowa College (nu Grinnell College) 1875 med en examen i latin.
Efter att ha tagit en magisterexamen vid Iowa College 1878 flyttade Jones till Colorado Springs på grund av dess tillgänglighet via nybyggda järnvägslinjer och den rika, till stor del outforskade floran i Klippiga Bergen. Under hela sin karriär var han sedan känd som lärare och forskare. Som en tidig utforskare av de västra delarna av USA, är han känd som en specialist på många kärlväxter.
En stor del av sin karriär tillbringade Jones som egenföretagare i Salt Lake City, Utah, där han också började undervisa vid Salt Lake Academy. En av hans mest anmärkningsvärda framgångar var hans egenutgivna översyn av nordamerikanska arter av Astragalus. 
År 1923 sålde han sitt privata herbarium, omfattande mer än 20 000 monterade arter, till Pomona College i Kalifornien (samlingen finns nu (2016) vid Santa Ana Gardens i Claremont, Kalifornien). Under sina senare år, efter hans hustrus död, var han själv bosatt i Claremont och ägnade efter 1924 mycket tid till utforskning av Mexikos flora. Han omkom 1934 i en bilolycka i San Bernardino.
Auktorsnamnet M.E.Jones kan användas för Marcus Eugene Jones i samband med ett vetenskapligt namn inom botaniken; se Wikipediaartiklar som länkar till auktorsnamnet.